# Ardisia discolor
Ardisia discolor là một loài thực vật có hoa trong họ Anh thảo. Loài này được H.Lév. mô tả khoa học đầu tiên năm 1912.